# 张敦道
张敦道，广东嘉应程乡（今广东省梅州市梅县区）人，清朝政治人物。进士出身。
道光三年（1823年）登進士。道光九年（1829年）接替蔡维新任青浦县知县一职，十一年（1831年）由邓秉乾接任。